# Кнопка (техника)

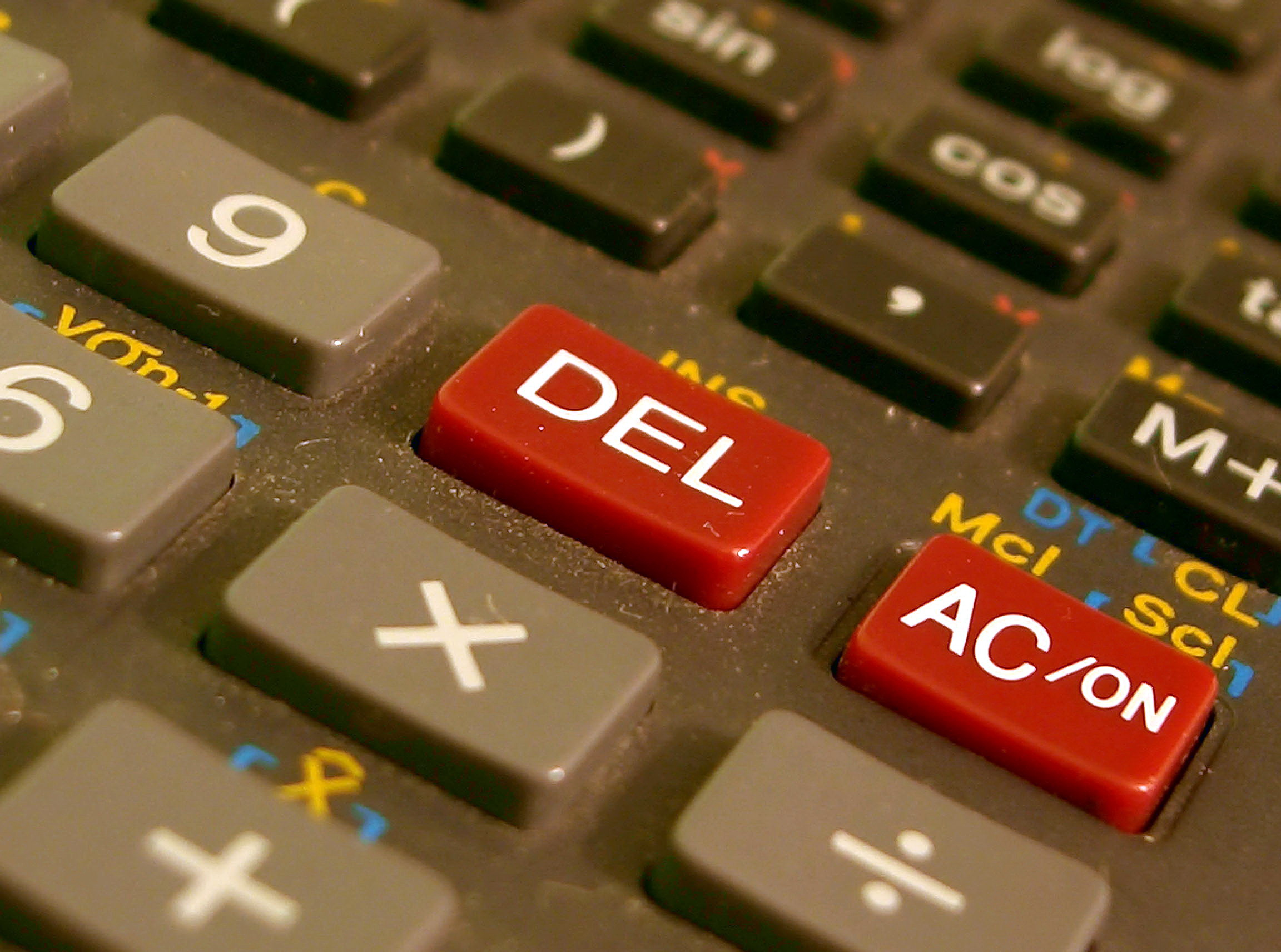
Кнопки калькулятора

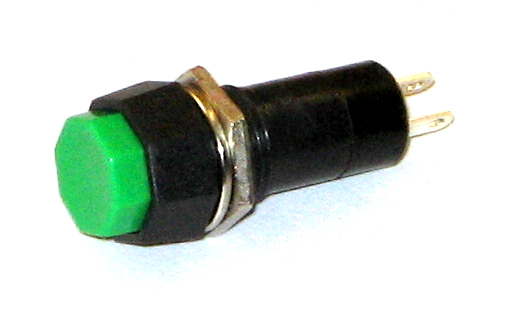
Кнопка, не смонтированная в аппаратуру

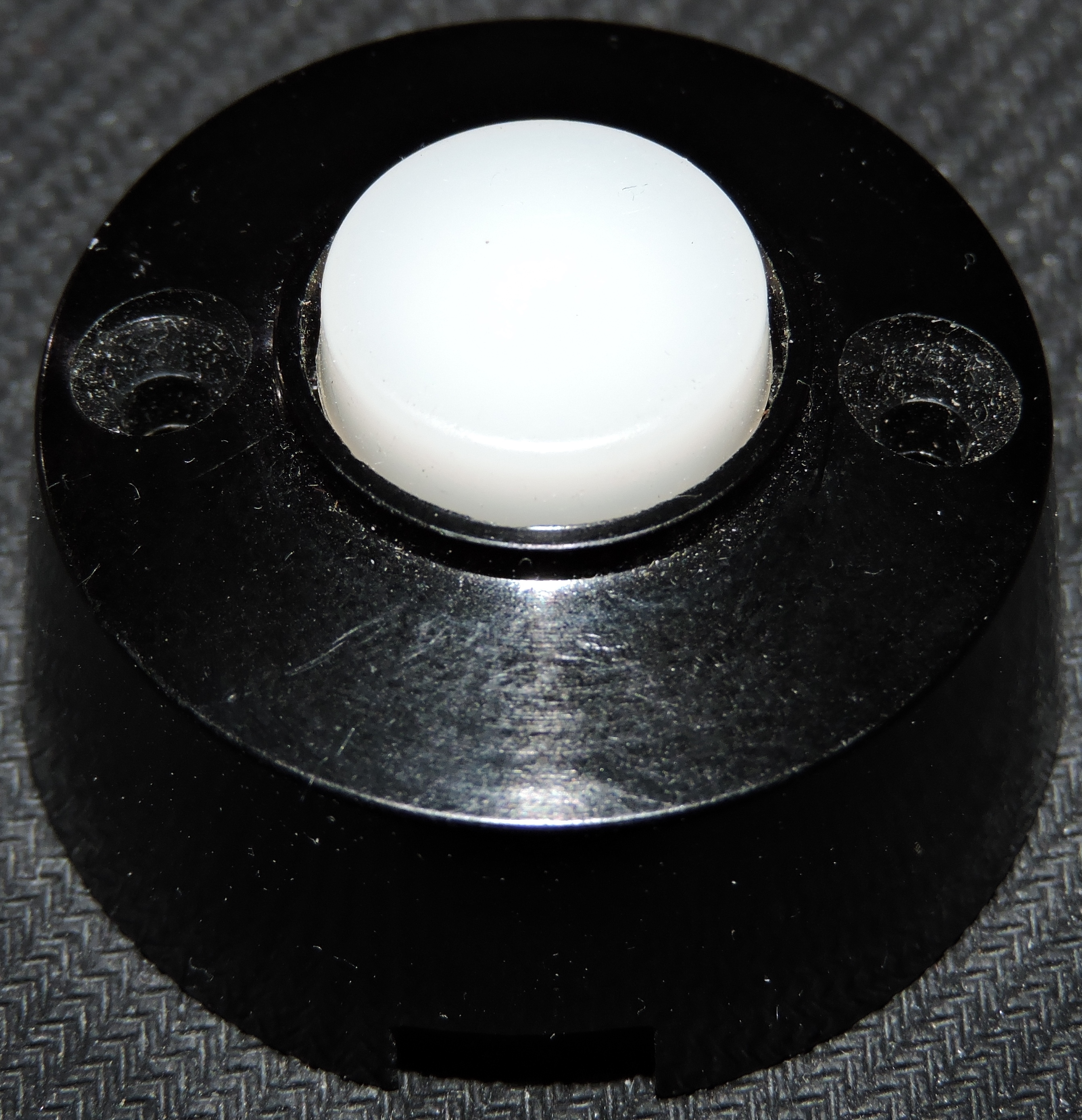
Кнопка электрического звонка является нефиксирующейся

Кно́пка — механическое устройство для передачи сигнала/ввода информации, элемент интерфейса человек-машина: элементарный физический механизм передачи электрического сигнала различным устройствам путём замыкания или размыкания двух или более контактов. По сути своей является датчиком внешнего физического воздействия (усилия нажатия), передающим далее факт такового соединённым с ним устройствам. Для пользователя термин «кнопка» ограничен крышкой, частью конструкции механизма «кнопка», на которую он, собственно, и производит нажатие.
В более широком смысле кнопка — некая ограниченная поверхность, нажатие на которую является событием (не обязательно вызывающим коммутацию электрической цепи), которое приводит к ответной реакции связанного с ней устройства.
Замыкание (размыкание) контактов кнопки происходит при приложении некоторого, заданного конструктивно, усилия вдоль (или в пределах допустимого угла отклонения) воображаемой оси нажатия, которая чаще всего перпендикулярна к плоскости крепления кнопки.
Два (три, в случае переключающего) контакта, коммутирующих сигнальные линии в процессе нажатия кнопки, называются контактной группой. Кнопка может содержать как одну, так и несколько контактных групп — нормально разомкнутых, нормально замкнутых, переключающих — в любой их комбинации.

## Типы кнопок
Кнопка, в зависимости от наличия/отсутствия прилагаемого к ней в данный момент усилия нажатия, имеет два положения — «нажато» и «отпущено». В зависимости от состояния, в котором кнопка останется после снятия усилия, кнопки делятся на кнопки фиксирующегося и нефиксирующегося типа:
- Кнопка, возвращающаяся в исходное состояние после снятия приложенного усилия, является нефиксирующейся.
- Кнопка, изменяющая своё состояние на противоположное тому, что было до нажатия, и остающаяся в нём после снятия приложенного усилия, является фиксирующейся (кнопка с арретиром).
- Кнопка с зависимой фиксацией — фиксирующаяся кнопка, которая переходит в состояние «отпущено» при нажатии другой кнопки, имеющей с ней механическую связь.

Контакты кнопки по своему состоянию в положении «отпущено» делятся на нормально разомкнутые или нормально замкнутые:
- нормально разомкнутые контакты не соединены (разомкнуты), когда кнопка находится в положении «отпущено»;
- нормально замкнутые контакты соединены (замкнуты), когда кнопка находится в положении «отпущено».

Соответственно, говорят: «кнопки с нормально разомкнутыми контактами», либо «кнопки с нормально замкнутыми контактами».
Переключающий контакт эквивалентен комбинации нормально разомкнутого и нормально замкнутого контактов, соединённым вместе одним общим контактом. Кнопка с переключающей контактной группой называется переключателем.
Разновидность кнопки с крышкой, подвижно закреплённой с одной из сторон, называется клавишей (лат. clavis — ключ).
Миниатюрная кнопка с одной группой контактов и миниатюрным штоком для работы в качестве концевых замыкателей механизмов называется микропереключателем (сленг. микрик).

## Конструкция
Несмотря на то, что зачастую кнопка имеет довольно сложное внутреннее устройство (или наоборот — крайне простое), конструктив кнопки всегда состоит из следующих составных частей:
- корпус либо основа;
- контактная группа (группы);
- возвратный механизм;
- нажимная поверхность — крышка либо шток;

Иногда непосредственно в корпусе кнопки размещают средства внутренней подсветки и/или индикации (лампочки, светодиоды, ЖКИ- и OLED-дисплеи).

### Возвратный механизм
Может быть основан на разных принципах:
- Пружина (винтовая, вокруг штока, или же плоская — в миниатюрных кнопках)
- Разнополярные магниты
- Резиновый купол (верх которого одновременно выполняет и функцию нажимной крышки; хотя иногда крышки выполнены и  отдельно, из пластика), на нижней стороне которого нанесено токопроводящее покрытие, например, в пультах ДУ
- Куполообразные металлические (из тонкого упругого металла) круглые пластинки (они же — замыкатели). Особенность — малый ход (отсюда использование в малогабаритных устройствах), жесткое нажатие. 
  - наклеенные на основу (печатную плату, или же на единую пластиковую основу-плёнку) — в мобильных телефонах, мультимедиа-проигрывателях и прочих карманных устройствах.
  - в механизме некоторых кнопок для компьютерных мышей.
- Куполообразные формы, выдавленные в пластиковой пластине (с нанесённой с внутренней стороны металлизацией, служащей замыкателем)  — «тонкие» пульты ДУ

### Исполнение кнопок
В зависимости от потребности в устойчивости к внешним воздействиям и конструктивной реализации кнопки могут быть пыле-, влаго-, газозащищёнными, герметичными, жаро- и ударопрочными.
Степень защиты кнопок (исполнение) оговаривается стандартами системы классификации степеней защиты оболочки электрооборудования IEC 60529 (DIN 40050, ГОСТ 14254).
От размеров и конструктивных особенностей контактных групп зависят электрические параметры кнопки, в первую очередь допустимые значения коммутируемых токов и напряжений.
Некоторые кнопки могут при нажатии сопровождаться звуковыми эффектами (т. н. «клик») или вызывать другие физические действия (не обязательно электрического характера). Примером таких кнопок являются кнопки пишущей машинки, некоторых (т. н. «механических») компьютерных клавиатур и компьютерных мышей.